# Bangiophyceae
Bangiophyceae es una clase de algas rojas (Rhodophyta). Es una de las tres clases (Florideophyceae, Bangiophyceae y Compsopogonophyceae) del subfilo Rhodophytina que son fundamentalmente pluricelulares, cuyas células se pueden distinguir entre sí por diferencias ultraestructurales, especialmente por la asociación del aparato de Golgi con otros orgánulos. Así, en las células de Florideophyceae el aparato de Golgi se encuentra asociado tanto al retículo endoplasmático como a la mitocondria. El ciclo de vida es digenético y heteromórfico, con el gametófito macróscopico, inicialmente uniseriado, llegando a ser pluriseriado o folioso por un crecimiento difuso. El esporófito por su parte es filamentoso.

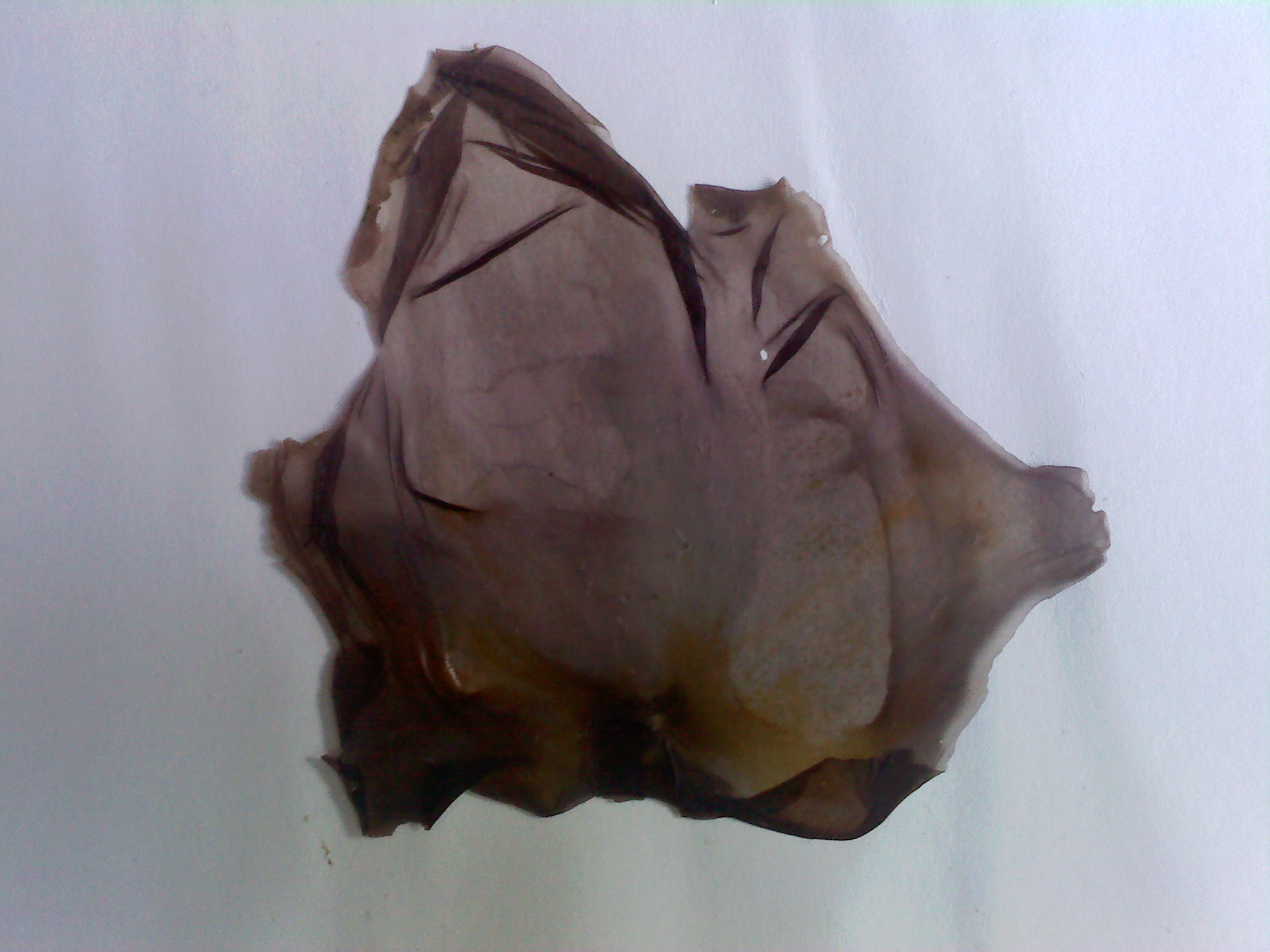
Porphyra

Destaca el género Porphyra que se usa en la alimentación, popularmente conocido como «nori». 